# Дзюба, Олег Андреевич
Олег Андреевич Дзюба (3 ноября 1952, Старый Острополь Хмельницкой области) — певец, народный артист Украины (2010).

## Биография
Родился 3 ноября 1952 года в селе Старый Острополь Хмельницкой области (Украина). Отец − Дзюба Андрей Леонтьевич − кадровый военный, ветеран войны, мать Савицкая Янина Юзефовна − директор школы.
Образование: музыкальная школа − 1970; Киевский государственный институт культуры 1970—1974, в 1975 году поступил во Львовскую государственную консерваторию, в 1977 перевелся в Харьковский институт искусств, который закончил в 1979 году.

## Работа
Солист-вокалист эстрадного и камерного жанра, г. Харьков, Харьковская областная филармония (1983—2014). С 2015 профессор Национального университета культуры и искусств, г. Киев

## Участие в конкурсах
- Лауреат национального конкурса «Славлю мою Батьківщину», г. Киев, 1986 г.;
- лауреат Всесоюзного конкурса «Товарищ песня», г. Москва, 1987 г.;
- лауреат конкурса «Песенный вернисаж», г. Киев, 1995 г.;
- лауреат Международных и Всеукраинских конкурсов: «Рідна мати моя», «Прем'єра пісні», «Осіннє рандеву», 2013—2021 гг.

## Звания
- Указом Президента Украины присвоено звание «Заслуженный артист Украины», г. Киев, 1996 г.[1]
- Указом Президента Украины присвоено звание «Народный артист Украины», г. Киев, (16 сентября 2010)[2]. Солисту-вокалисту Харьковской областной филармонии Олегу Дзюбе присвоено звание «Народный артист Украины». В Указе президента Украины от 16 сентября сказано: «Звание присвоено за значительный личный вклад в социально-экономическое, культурное развитие Харьковской области, весомые трудовые достижения и по случаю Дня Харьковской области». Соответствующий указ опубликован на официальном сайте президента.
- Заслуженный деятель культуры Республики Польша — 2010 г.

## Членство в организациях и ассоциациях
- Член Ассоциации деятелей эстрадного искусства Украины, 1999 г.,
- член Международного союза деятелей эстрадного искусства, 1999 г.
- член Национального музыкального союза Украины, 2021 г.

## Премии, награды
- Лауреат премии имени А. С. Масельського
- «Человек года» за создания интересных концертных программ −1996 год,
- Лауреат регионального рейтинга. Награждённый нагрудным знаком «Харьковчанин года» − 2002 год,
- За достижения в развитии культуры и искусства награждённый почетным отличием Министерства культуры и искусств Украины — 2002 год,
- За активную концертную деятельность для ликвидаторов Чернобыльской аварии награждённый памятным знаком «Пам’ять Чернобилю» — 2002, и медалями 1 и 2 степени за заслуги — Ветеран Чернобыльского движения − 2003 год.
- Почетная грамота с отличием главы облгосадминистрации «за личный вклад в развитие национального искусства, высокое исполнительское мастерство и широкую популяризацию украинской песни» − 2004 год.
- В честь 350-летия г. Харькова награждённый большой серебряной медалью городского головы «За старанність» − 2004 год.
- Награждён грамотой Святого Митрополита Киевского и Всея Украины Владимира − 2006.
- За многолетнюю благотворительную деятельность, за высокий профессионализм в популяризации украинской песни, за заслуги в возрождении Украины и образовании Украинской православной церкви награждённый орденом Святого Николая — чудотворца украинской православной церкви Киевского патриархата, 2006 год.
- За содействие органам Государственной налоговой службы награждён отличием Государственной налоговой администрации в харьковской области − 2006 год.
- За большой личный вклад в развитие мировой культуры и искусства награждённый орденом Ломоносова, 2007 год.

## Трудовая деятельность
- 1974—1975 года − преподаватель спецмуздисциплин культурно-просветительского училища г. Дубно Ровенской области, 1975—1976 года — артист хора и солист ВИА Прикарпатского военного округа;
- 1976—1982 года − художественный руководитель самодеятельных коллективов Харьковского физико-технического института;
- 1983—2014 − солист-вокалист Харьковской областной филармонии;
- С 2015 профессор Национального университета культуры и искусств, г. Киев

Певческий голос — баритон (баритон, що бентежить душу − укр.)

## Сольные программы
- Украинская народная песня и украинский романс
- Украинская традиционная песня и песни современных украинских композиторов
- Старинный романс, популярные песни дореволюционного периода
- Популярная современная эстрадная песня
- Песни и романсы А. Вертинского

## Дискография
- «Благословляю все, что было» 2001;
- «Признание» 2003;
- «Українська пісня» 2004;
- «Песни Александра Вертинского» 2004;
- «Душі криниця» 2005;
- «У камина» 2005;
- «Избранное» 2005;
- «Жива вода» 2008;
- «Як співають вітри» 2008;
- «Песни, опаленные войной» 2010;
- «Песня остается с человеком» 2010;
- «Романс, танго, вальс» 2010;
- «Помню о тебе» 2010;
- «Дорога» 2011;
- «Черешні цвіт» 2020;
- «Пісні про кохання» 2020;
- "Сучасний романс " 2021.